# Districte de Baramulla
El districte de Baramulla o Baramula és una divisió administrativa de la part administrada per Índia del Caixmir. La capital és Baramula. Es parla el caixmiri, el xina i el paixtu. És el districte més gran de la vall en superfície i població. Mesura 4.588 km² i té una població d'1.166.722 habitants (2001). Està dividt en 8 tehsils: Uri, Sopore, Gurez, Tangmarg, Baramulla, Sumbal, Pattan i Bandipora. I en 16 blocks de desenvolupament: Uri, Boniyar, Baramulla, Wagoora, Pattan, Rafiabad, Rohama, Tangmarg, Sopore, Zaingeer, Bandipore, Hajin, Sumbal, Gurez, Kunzer i Singhpora.
Al segle xv el sant Syed Janbaz va visitar la vall (1421) i va establir la seva missió a Baramula; peregrins de tota la vall anaven al seu santuari on el sant fou enterrat. Altres centres religiosos eren Haji Murad de Kreeri, Baba Shakuruddin de Watlab, Baba Reshi de Gulmarg i alguns més. El 1620 fou visitada per Jahangir l'emperador mogol acompanyat de Shri Guru Hargobind Ji i es va construir la Gurdwara "Chatti Padshahi" en commemoració. També hi ha temples hindús com el Devibal de la deessa Shelputri conegut popularment com a Shalay Hund, a la riba del riu Jhelum, en el camí al santuari musulmà de Janbaz Sabh prop de Khanpora, i el temple de Gosaintang on hauria estat el senyor Rama amb els seus germans i l'esposa Sita durant 14 anys d'exili. Els llocs turístic principals són Gulmarg i el llac Wullar.